# Blauwe pijlgifkikker

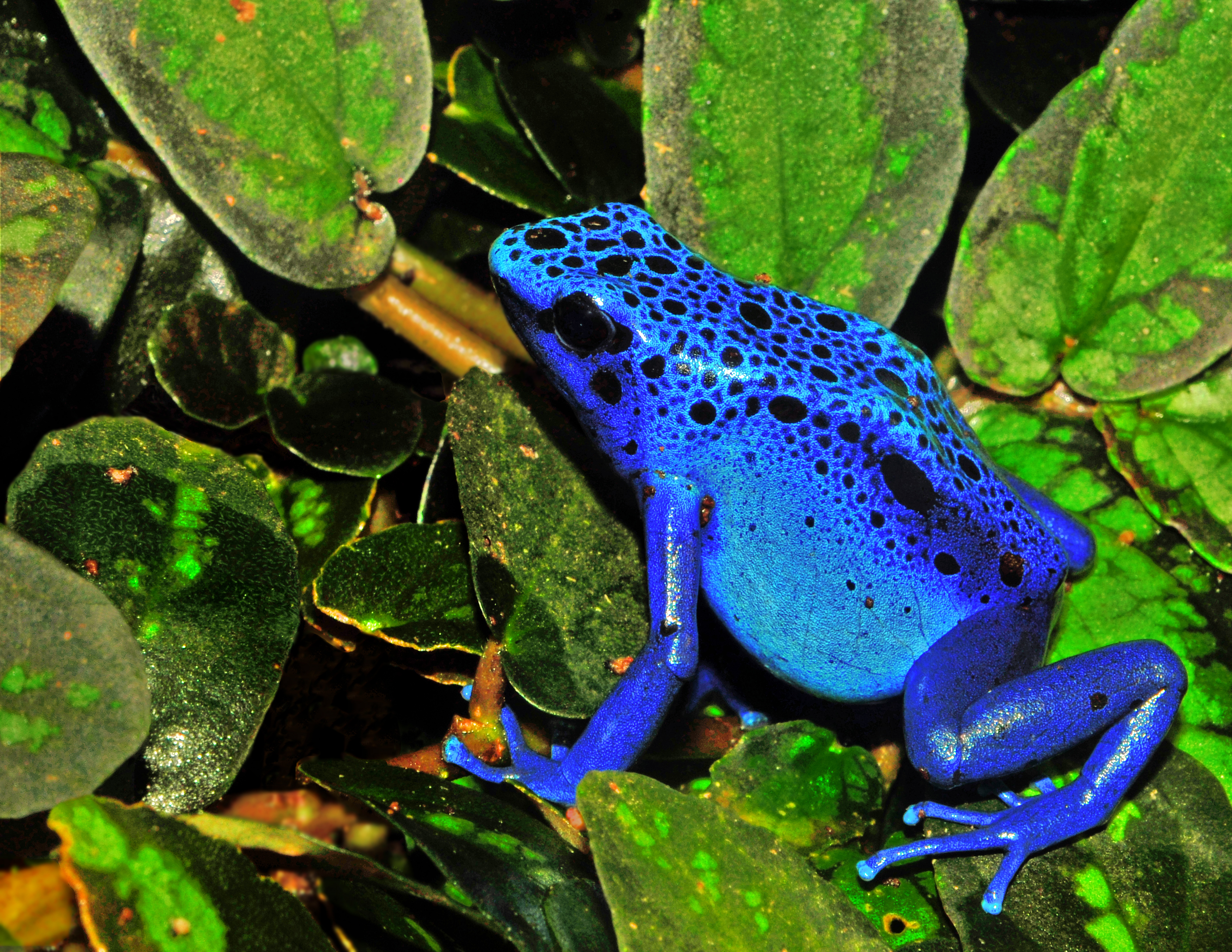

De blauwe pijlgifkikker (Dendrobates tinctorius var. azureus) is een bekende variatie van de soort Dendrobates tinctorius en is een giftige kikker uit de familie pijlgifkikkers (Dendrobatidae). De soort werd voor het eerst wetenschappelijk beschreven door Marinus Hoogmoed in 1969. Oorspronkelijk werd de wetenschappelijke naam Rana tinctoria gebruikt. Lange tijd werd de blauwe pijlgifkikker als een aparte soort gezien maar dit is achterhaald.

## Uiterlijke kenmerken
Het is een van de weinige soorten kikkers die in één oogopslag te herkennen is; een knalblauwe kleur met over het hele lijf kleine zwarte vlekjes die op het midden van de rug groter zijn. Vele andere soorten pijlgifkikkers hebben wel felle kleuren maar vele variaties, de blauwe pijlgifkikker is altijd helemaal blauw. Het patroon van kleine vlekjes kent wel wat variatie; sommige exemplaren hebben slechts een paar kleine vlekjes bij de oksels of zeer kleine stipjes over het hele lijf. De buik is lichtblauw en zoals alle pijlgifkikkers heeft deze soort een gedrongen, pad-achtig lijf en wordt ongeveer 4,5 centimeter lang.

## Voedsel en vijanden
Het voedsel bestaat uit kleine ongewervelden zoals insecten, slakjes en mijten die ze overdag vangen. Ze zijn voor de mens niet levensbedreigend, maar voor veel dieren betekent een aanraking met deze kikker een snelle dood. Hierdoor wordt de pijlgifkikker door de meeste diersoorten met rust gelaten. Een blauwe kleur is in de natuur zeer uitzonderlijk en de kikker wordt door vijanden direct herkend als vies of giftig, vooral vogels hebben een hekel aan de kleur blauw. Deze soort is dan ook niet schuw en dat maakt de kikker erg populair in terraria omdat ze zich weinig aantrekken van andere diersoorten of mensen.

## Voorkomen
De blauwe pijlgifkikker is een typische bewoner van regenwouden die het hele leven op een enkele plaats kan verblijven. Het betreft vaak een laag mos en half verteerde bladeren. De kikker houdt van zeer warme en vochtige gebieden die dicht begroeid zijn en een regenseizoen kennen waarin de voortplanting plaatsvindt. De soort is endemisch in Suriname, in een gebied genaamd de Sipaliwinisavanne; een bergachtige streek in het stroomgebied van de uiterste zuidelijke rivier Sipaliwini.

## Voortplanting
De vrouwtjes zetten de eitjes af in het territorium van de mannetjes, die ze agressief verdedigen. Zowel de vrouw als met name de man bewaken, bevochtigen en verschonen de eitjes tot ze uitkomen; daarna brengt de man ze naar een beschutte watervoorraad. Oppervlaktewater mag het niet genoemd worden want het betreft meestal met water gevulde holtes in bromelia-achtigen, bladoksels of kleine holletjes in de grond of tak waar ze op leven.

## Trivia
De software-applicatie Azureus draagt niet alleen de soortnaam; de blauwe pijlgifkikker is ook het logo van dit programma.